# Maestro de los Luna

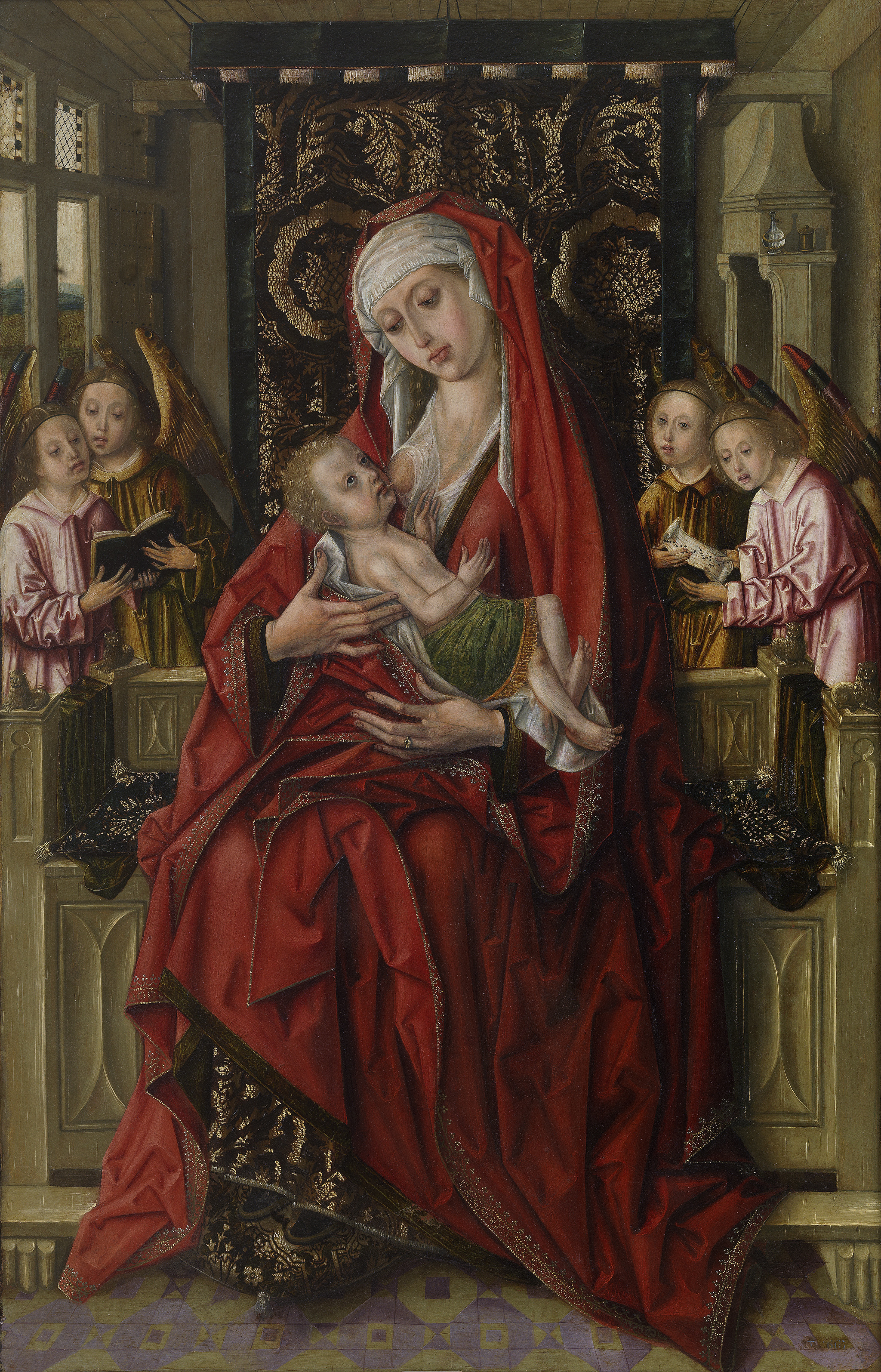
Virgen de la Leche, técnica mixta sobre tabla, 112 x 71 cm, Madrid, Museo del Prado.

Maestro de los Luna, también llamado Maestro de don Álvaro de Luna y para algunos   Juan Rodríguez de Segovia o Juan de Segovia (fl. 1480-1504)  es el nombre convencional que recibe un pintor hispanoflamenco activo en Toledo y Guadalajara y sus áreas de influencia al servicio de los Mendoza.

## Retablo de la capilla de don Álvaro de Luna en la catedral de Toledo

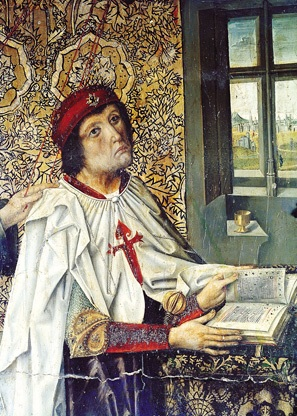
Retrato de Álvaro de Luna († 1453), que fue maestre de la Orden de Santiago y condestable de Castilla, en el retablo de la capilla de Santiago de la catedral de Toledo, (España).

Recibe su nombre del retablo de la capilla de Santiago de la catedral de Toledo, fundación del condestable de Castilla Álvaro de Luna, muerto en el cadalso en 1453. El retablo fue contratado el 21 de diciembre de 1488 por la hija del condestable, María de Luna, casada con Íñigo López de Mendoza, II duque del Infantado. El contrato lo firmó en su castillo de Manzanares el Real con Sancho de Zamora (doc. 1488-1498), vecino de Guadalajara, actuando en su nombre y en representación de Juan Rodríguez de Segovia, vecino también de Guadalajara, y del arquitecto y trazador Pedro de Gumiel, vecino de Alcalá de Henares, quienes se comprometían a tenerlo acabado en el plazo de un año, para la Navidad de 1489, por valor de ciento cinco mil maravedíes.
El retablo consta de cinco calles y dos cuerpos más la predela en cuyo centro se encuentra una tabla de la Lamentación sobre el cuerpo de Cristo muerto flanqueada por dos tablas con los retratos orantes del condestable y de su mujer, Juana Pimentel, con los santos Francisco de Asís y Antonio de Padua como sus protectores y, en los extremos, san Buenaventura y santo Tomás Becket. En las calles de los cuerpos altos, cuatro santos y cuatro santas de pintura flanquean la talla del santo titular, con una tabla de la Virgen de la Leche en el remate. De ninguno de los dos pintores que participaron en su ejecución, Sancho de Zamora y Juan Rodríguez de Segovia, se tienen otras obras firmadas o documentadas por lo que no es posible determinar la parte que correspondió a cada uno de ellos en el retablo, pero ya en 1955 José Gudiol Ricart propuso identificar al maestro de los Luna con Juan Rodríguez de Segovia, habida cuenta de su documentada intervención entre 1484 y 1485 en labores decorativas desaparecidas en el palacio del Infantado, al tiempo que identificaba a Sancho de Zamora con el maestro de San Ildefonso de Chandler R. Post, a quien habrían correspondido en este retablo seis de las tablas de santos (los santos Juanes y Bartolomé apóstol y las santas María Magdalena, Águeda y Catalina de Alejandría), las de mayor calidad.
Según ello, el maestro de los Luna se habría encargado de las cinco tablas del banco, la Virgen con el Niño del ático y los dos santos restantes: Santa Inés y San Andrés que, a diferencia de los atribuidos a Sancho de Zamora, se levantan sobre un pedestal semejante al que se encuentra en la Madonna Durán de Rogier van der Weyden. La misma tabla de la Virgen con el Niño de Van der Weyden, combinada con otros modelos del propio Weyden o de Dirk Bouts, sirvió también de inspiración al pintor para sus varias versiones del motivo de la Virgen con el Niño y ángeles, tanto en el ático de este retablo toledano como en el ejemplar del Museo del Prado, y en la Virgen con el Niño leyendo del retablo de San Cipriano y san Cornelio de la parroquial de El Muyo, pequeña localidad segoviana anteriormente perteneciente a la diócesis de Sigüenza.

## Otras obras relacionadas con el maestro de los Luna
Con el maestro de los Luna se han puesto también en relación, entre otras, una Lamentación sobre el cuerpo de Cristo muerto conservada en el Museo del Prado, semejante a la del retablo de la capilla de Santiago y pareja de la citada Virgen de la Leche del mismo museo, el retablo de Santa Ana, la Virgen y el Niño de Berlanga de Duero, las tablas de San Juan Evangelista y Santiago el Mayor en la parroquial de Braojos y las siete tablas conservadas de un antiguo retablo localizado en 1936 en la iglesia de San Ginés de Guadalajara, la más significativa de ellas la que muestra al cardenal Pedro González de Mendoza arrodillado como donante y acompañado por cuatro obispos, conservada ahora en el Ayuntamiento de Guadalajara.
Durante la Guerra Civil desapareció del monasterio de San Bernardo de Guadalajara un altar dedicado a santa Lucía, santa Apolonia y santa Águeda atribuido a este maestro que en 2019 reapareció en el mercado artístico madrileño sin la mazonería que lo contenía. La restauración ha desvelado un cambio iconográfico en una de las figuras, que actualmente representa a santa Bárbara.
Además de las citadas obras, también se pueden atribuir al taller del maestro de los Luna varias tablas como la Virgen del Presagio de la parroquia de Santiago Apóstol de Cuerva (Toledo); la Virgen de la leche del Ayuntamiento de Alcalá de Henares; una pareja de tablas que representan a san Antonio de Padua y a san Francisco de Asís en el Museo de Bellas Artes de Bilbao; el retablo de santa Ana de la colegiata de santa María del Mercado de Berlanga de Duero (Soria) fechado en 1494; los Preparativos para la Crucifixión de la capilla de los Vázquez de Arce en la catedral de Sigüenza (Guadalajara); el tríptico del Cristo a la columna o de la Flagelación y un San Antonio de Padua con el donante arrodillado, ambos en el Museo de Santa Cruz de Toledo (depósito del Museo del Prado); la Aparición de Cristo resucitado a su madre (Národní Galerie de Praga) y otras obras en colecciones particulares.
Nuevos documentos amplían el arco cronológico de Juan Rodríguez de Segovia hasta 1504, año en el que estaba residiendo en la colación de Santo Tomé de Guadalajara. En dicha parroquia aparece citado en el Registro de actas de visitas como mayordomo de la misma y en otros documentos se le relaciona con artistas como Lorenzo Vázquez de Segovia o Francisco de Coca.
Además de trabajar para los duques del Infantado, sus obras demuestran que también pintó para magnates de primer orden como el cardenal Pedro González de Mendoza o para prelados de su camarilla, como don Fernando de Arce, obispo de Canarias, y Pedro González de Aguilera; o personajes de la corte como doña Leonor de Mascareñas, lo que junto a ciertas influencias flamenquizantes presentes en sus obras hacen pensar que tuvo acceso a la contemplación de las pinturas que poseía Isabel la Católica. 